# Rise of the Scythian
Rise of the Scythian (russisch Скиф, Skif) ist ein russischer Action-Fantasyfilm aus dem Jahr 2018.

## Handlung
Der Film spielt im späten 11. Jahrhundert im Fürstentum Tmutarakan, einer russischen Exklave in der Steppe am Schwarzen Meer. Eine Kriegerschar der Skythen, Vertreter eines uralten Volkes, von dem es nur noch wenige gibt, die als Söldner marodierend durchs Land ziehen, überfallen die Gäste einer Schenke, wobei vor allem ein junger Skythe namens Kuniza („Marder“) durch besonderes Geschick hervorsticht. In der nächsten Szene bekommt Fürst Oleg von Tmutarakan von einer Gesandtschaft aus Kiew eine Schriftrolle überreicht, wo verkündet wird, dass er das Fürstentum Tschernigow erben soll, doch unbekannte Krieger versuchen, ihn dabei zu töten. Ein Bojar namens Ljutobor aus der Druschina des Fürsten rettet Oleg das Leben. Nach der Geburt seines Sohnes bekommt Ljutobor einen Besuch vom Fürsten, bei dem es zu einem Kampf zwischen Ljutobor und einem Polowzer aus dem Gefolge des Fürsten kommt. Ljutobor besiegt den Polowzer und macht ihn sich zum Feind. Nachts überfallen die als wandernde Skomorochi getarnten Skythen das Haus von Ljutobor und entführen seine Frau und seinen Sohn. Der Skythe Jar versucht dabei, seinen Rivalen Kuniza zu erschlagen.
Die Entführer hinterlassen Ljutobor eine schriftliche Forderung, den Fürsten zu töten, um die entführten Frau und Kind wiederzusehen. Ljutobor bleibt dem Fürsten treu und erzählt ihm davon. Oleg inszeniert seine eigene Vergiftung und lässt Ljutobor in den Kerker werfen. Danach lässt er ihn fliehen, mit der Mission, die Urheber des Mordversuchs zu finden. Für Ljutobor ist dies zugleich die Gelegenheit, seine Familie zu finden. Helfen soll ihm dabei der gefangene Kuniza, den Ljutobor dazu zwingt, einen Treueeid abzulegen. Bei ihrer Reise zu den Skythen werden Ljutobor und Kuniza von den Polowzern aus dem Gefolge des Fürsten überfallen, die aber von den beiden besiegt werden. Später werden Ljutobor und Kuniza von den „Waldmenschen“ aus dem Stamm der Berendei gefangen genommen, die Veles verehren. Der wilde Stamm versucht, die Gefangenen zu opfern, indem man sie mit einem Riesen kämpfen lässt, dem ein Zaubertrank besondere Kräfte verliehen hat. Auch Ljutobor schafft es, vom Zaubertrank zu trinken, und bekommt übermenschliche Kräfte. In einem Blutrausch tötet er sowohl den Riesen als auch den gesamten Stamm. Später bereut er als Christ diese „Sünde“, doch Kuniza sagt voraus, dass Ljutobor seine Gabe, das Tier in sich zu wecken, auch später benutzen wird.
Die Reisenden gelangen zu den Skythen, wo Ljutobor seine Frau und seinen Sohn findet. Vom skythischen Priester erfährt er, dass die Skythen seine Familie im Auftrag eines Unbekannten entführten. Kuniza möchte sich unterdessen an Jar rächen und dessen Stellung als Anführer einnehmen. Er fordert ihn zu einem Kampf heraus, verliert jedoch und stirbt. Der Priester erklärt dies zum Willen des Gottes Ares. Um dem Tod zu entkommen, fordert anschließend Ljutobor Jar heraus. Er kann das Tier in sich wecken und Jar besiegen. Nun wird er zum Anführer der Skythen, was ihm jedoch widerstrebt. Er will lediglich seine Familie zurück und den Namen seines Erpressers erfahren. Um dies zu erreichen, verspricht er dem Priester, den Fürst Oleg mit den Skythen zu versöhnen. Der Priester willigt ein und bringt ihn mit dem Auftraggeber der Entführung zusammen. Dies ist Olegs Sohn Wseslaw. Ljutobor überwältigt ihn und bringt ihn zum Fürsten, der sich an allen Verschwörern rächt. Als jedoch die Skythen beim Fürsten ankommen, lässt Oleg sie durch seine verbündeten Polowzer heimtückisch niedermetzeln. Ljutobor verweigert dem Fürsten daraufhin den Dienst und wird wieder zum Tier.

## Kritik
Der Deutsche Filmdienst wertete: „Eine russische Wiederbelebung des kriegerischen Schwertkampf-Films mit Mythen-Touch, die in Blut und Testosteron schwelgt und sich wenig um eine Feinzeichnung der Charaktere bemüht. In der Inszenierung der weiten Steppe und der Kämpfe durchaus ansprechend, tun sich an anderen Stellen auffallende formale Schwächen auf.“
Bei Splendid Medien war man der Meinung die „Produzenten von Der Mongole und Salyut 7 [haben nun] nach Viking und Die letzten Krieger ein weiteres historisches Meisterwerk aus Russland.“
Die Fernsehzeitschrift TV Today beurteilte den Film als: „Historisches Actionspektakel aus Russland vor urtümlich-karger Landschaftskulisse, das im Stil an 300“ erinnert, aber einen Tick blutiger daherkommt. Regisseur Rustam Mosafir hat auch Gladiator und Braveheart gesehen und sich inspirieren lassen. Die Skythen waren nomadische Steppenreiter in Eurasien.
Bei Filmstarts kritisierte man die „Dünne Story“, die nur ein „reines Gemetzel“ darstellte und „null Charakterzeichnung“ hätte. Weder die Darsteller noch die Dialoge hätten überzeugt.